# Rue Teniers
Pour les articles homonymes, voir Teniers.
La rue Teniers (en néerlandais : Teniersstraat) est une rue bruxelloise de la commune de Schaerbeek qui va de la rue Herman à la rue de Jérusalem.

## Histoire et description
Elle porte le nom de deux peintres belges, père et fils, David Teniers dit Le Vieux (1582 Anvers - 1649 Anvers) et David Teniers dit Le Jeune (1610 Anvers - 1690 Bruxelles). C'est le sculpteur et bourgmestre de Schaerbeek, Guillaume Geefs, qui proposa de lui donner ce nom.
C'est une rue formée d'un seul tronçon, dont la numérotation des habitations va de 1 à 27 pour le côté impair, et de 2 à 28 pour le côté pair.